# Ajuga decaryana
Ajuga decaryana là một loài thực vật có hoa trong họ Hoa môi. Loài này được Danguy ex R.A.Clement mô tả khoa học đầu tiên năm 1998.